# 453

453(사백오십삼)은 452보다 크고 454보다 작은 자연수다.

## 수학
- 합성수로, 그 약수는 1, 3, 151, 453이다. 진약수의 합은 155이므로, 453은 부족수다.
  - 140번째 반소수다. 앞의 반소수는 451, 다음 반소수는 454다.
- {\displaystyle 19^{5}-1}은 453으로 나누어떨어진다.

## 과학
- NGC 453: 물고기자리 방향에 있는 천체.

## 교통

### 철도
- 수도권 전철 4호선 안산역의 역번호.

### 도로
- 국도
  - 일본 453번 국도(일본어판): 홋카이도 삿포로시 주오구에서 다테시까지 이어지는 일본의 국도.
- 기타 도로
  - 453번 지방도: 강원특별자치도 인제군 북면에서 양구군 동면까지 이어지는 대한민국의 지방도.
  - 현도 제453호선

## 군사
- U-453(영어판, 독일어판): 제2차 세계 대전에 사용된 나치 독일의 군용 잠수함.

## 문화유산
- 대한민국의 보물 제453호: 도기 녹유 탁잔
- 대한민국의 사적 제453호: 하동읍성

## 기타
- 연도: 453년, 기원전 453년